# Kraftwerk Bayer Dormagen
Das Kraftwerk Bayer Dormagen ist ein mit Erdgas befeuertes Gas-und-Dampf-Kombikraftwerk  im nordrhein-westfälischen Dormagen. Es befindet sich am Rande des Chempark Dormagen und dient zur Versorgung des Chemieparks. Betreiber des im Jahr 2000 in Betrieb genommenen Kraftwerks ist RWE Generation. Der Bau des Kraftwerks kostete 450 Millionen Mark.
Das Kraftwerk stellt Strom und Prozessdampf für den Chemiepark und weitere Verbraucher bereit. Bei einer Prozessdampfauskopplung von 100 t/h Leistung weist das Kraftwerk eine Leistung von 561 Megawatt netto auf.  Das Kraftwerk hat zwei Gasturbinen mit jeweils 190 MW und eine Dampfturbine, die ohne Dampfauskopplung eine Leistung von 193 MW hat. Die maximale Prozessdampfstrom beträgt 490 t/h (entsprechend 394 MW).  Der Prozessdampf wird mit den Dampfparametern 31 bar/300 °C, 16 bar/300 °C und 6 bar/200 °C bereitgestellt. Die thermische Fernwärmeleistung beträgt bei maximaler Dampfauskopplung 480 MW.
Vom erzeugten Strom werden etwa 260 MW im Chemiepark verbraucht. Das Kraftwerk speist auf der 110-kV-Hochspannungsebene in das Stromnetz des Verteilnetzbetreibers Westnetz ein.